# Unidad de longitud

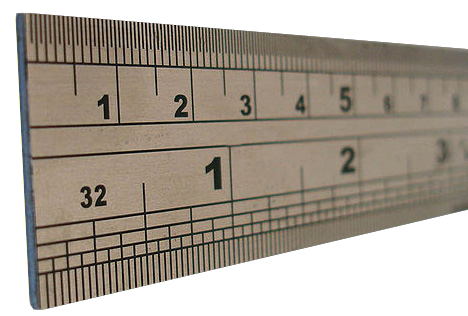
Regla graduada con dos tipos de unidades de longitud: centímetros (arriba) y pulgadas (abajo).

Una unidad de longitud es una cantidad estandarizada de longitud definida por convención. La longitud es una magnitud fundamental creada para medir la distancia entre dos puntos. Existen diversos sistemas de unidades para esta magnitud física; los más comúnmente usados son el Sistema Internacional de Unidades y el sistema anglosajón de unidades.

## Historia

Definición antigua del metro como la diezmillonésima parte del cuadrante de un meridiano terrestre.

Tradicionalmente, las sociedades antiguas usaban como sistema de referencia para medir la longitud las dimensiones del cuerpo humano. Como ejemplos de esto se encontraban la pulgada, definida como el ancho de un pulgar; el pie, definido como la longitud de un pie humano; la yarda, que equivalía a la distancia desde la punta de la nariz hasta la punta del dedo medio con el brazo extendido; la braza, que correspondía a la distancia de punta a punta entre los dedos medios con los brazos extendidos; el palmo, que era la longitud de la palma de la mano; y el codo, aproximadamente el largo del antebrazo.
En la Antigua Roma se definieron unidades de longitud para distancias mayores. Se definió la milla como la distancia recorrida por una legión romana al dar 2000 pasos. Una milla equivalía a ocho estadio y tres millas correspondían aproximadamente a una legua.
Durante siglos , cada nación definió sus propias unidades de longitud; en la mayoría de los casos, dos unidades llamadas de la misma manera en diferentes países representaban longitudes diferentes. Esto indujo la necesidad de definir un patrón de longitud universal, es decir, basado en fenómenos físicos accesibles en cualquier lugar del mundo. En 1670, el astrónomo y religioso Gabriel Mouton propuso como patrón de medida la longitud de un minuto de arco de un meridiano de la Tierra. A partir de esta idea, en 1790, durante la Revolución Francesa, la Asamblea Nacional decidió definir una unidad de longitud como la diezmillonésima parte de la distancia del Polo Norte hasta el ecuador, a lo largo del meridiano que pasa por Dunkerque y Barcelona. Esta unidad vino a conocerse como «metro» y estaría subdividida en partes de diez; de esta manera surgiría el sistema métrico decimal. En 1960, las definiciones de las unidades del sistema métrico fueron revisadas y se adoptó el nombre de Sistema Internacional de Unidades para la versión moderna del mismo.

## Sistema Internacional de Unidades

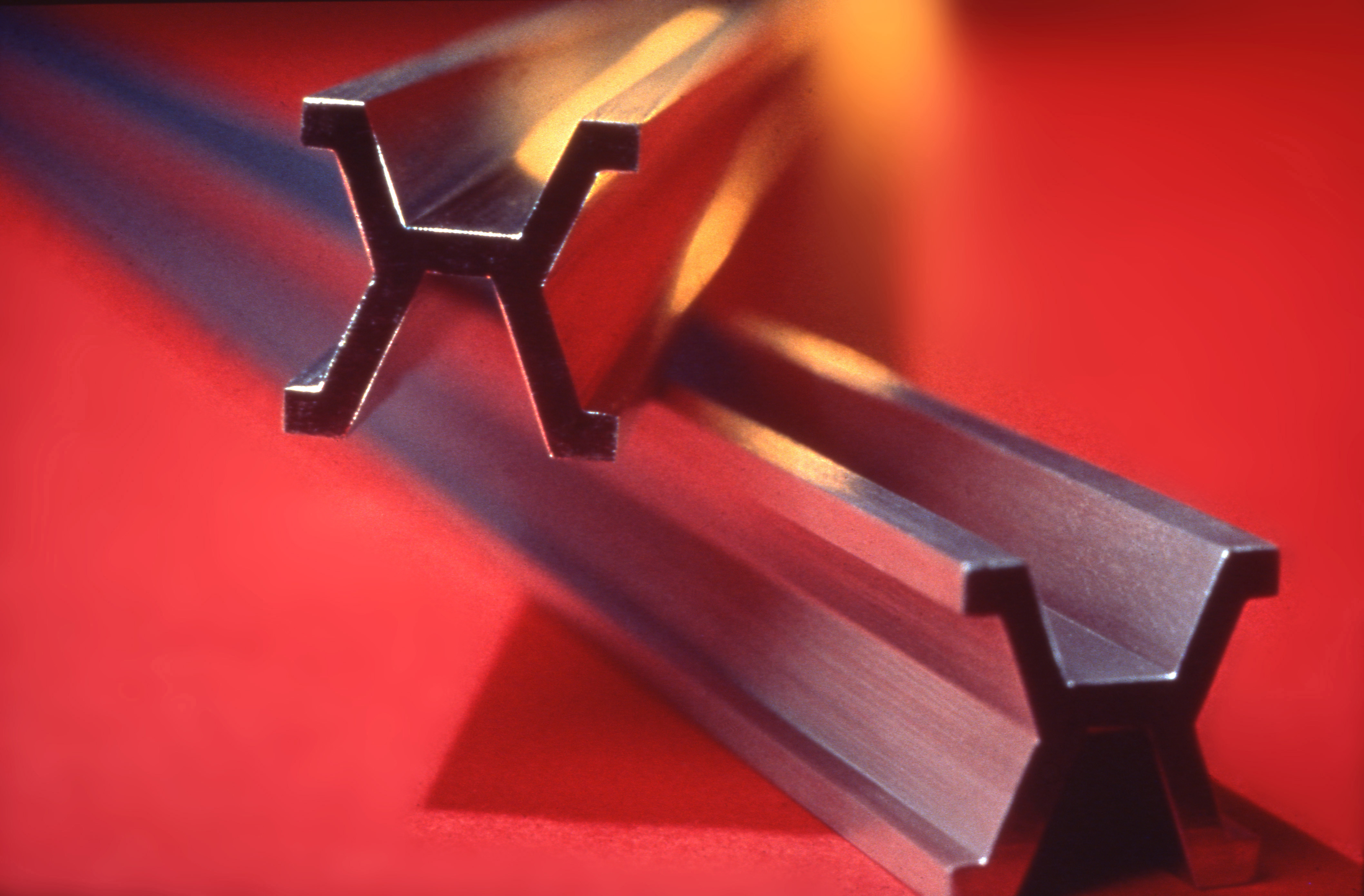
Patrón de platino e iridio cuya longitud fue utilizada hasta 1960 como definición del metro en el SI.

En el Sistema Internacional de Unidades la unidad fundamental de longitud es el metro, definido como la distancia que recorre la luz en el vacío durante un intervalo de 1/299 792 458 de segundo. El símbolo del metro es «m», sin admitir nunca plural, mayúscula o punto, al no ser una abreviatura.

### Múltiplos y submúltiplos del metro
Utilizando los prefijos del Sistema Internacional es posible definir unidades de longitud que son múltiplos o submúltiplos del metro. A continuación se enlistan los múltiplos y submúltiplos del metro, aceptados dentro del SI, junto con su símbolo y su equivalencia en metros, en notación científica y decimal.
| Símbolo | Nombre     | Metros | Metros                            |
| ------- | ---------- | ------ | --------------------------------- |
| Ym      | yottametro | 1024   | 1 000 000 000 000 000 000 000 000 |
| Zm      | zettametro | 1021   | 1 000 000 000 000 000 000 000     |
| Em      | exámetro   | 1018   | 1 000 000 000 000 000 000         |
| Pm      | petámetro  | 1015   | 1 000 000 000 000 000             |
| Tm      | terámetro  | 1012   | 1 000 000 000 000                 |
| Gm      | gigámetro  | 109    | 1 000 000 000                     |
| Mm      | megámetro  | 106    | 1 000 000                         |
| km      | kilómetro  | 103    | 1 000                             |
| hm      | hectómetro | 102    | 100                               |
| dam     | decámetro  | 101    | 10                                |

| Símbolo | Nombre     | Metros | Metros                            |
| ------- | ---------- | ------ | --------------------------------- |
| dm      | decímetro  | 10-1   | 0,1                               |
| cm      | centímetro | 10-2   | 0,01                              |
| mm      | milímetro  | 10-3   | 0,001                             |
| µm      | micrómetro | 10-6   | 0,000 001                         |
| nm      | nanómetro  | 10-9   | 0,000 000 001                     |
| pm      | picómetro  | 10-12  | 0,000 000 000 001                 |
| fm      | femtómetro | 10-15  | 0,000 000 000 000 001             |
| am      | attómetro  | 10-18  | 0,000 000 000 000 000 001         |
| zm      | zeptómetro | 10-21  | 0,000 000 000 000 000 000 001     |
| ym      | yoctómetro | 10-24  | 0,000 000 000 000 000 000 000 001 |

### Múltiplos y submúltiplos no oficiales en el SI
Existen algunos múltiplos y submúltiplos del metro que no forman parte oficialmente del Sistema Internacional de Unidades. Estos son:
| Símbolo | Nombre     | Descripción |
| ------- | ---------- | --- |
| Å       | Ángstrom   | Equivalente a 10-10 m o 100 pm es utilizado en espectroscopia para medir la longitud de onda de los rayos X.   |
| mam     | Miriámetro | Equivalente a 10 000 m o 10 km, considerada ahora obsoleta en el sistema métrico.                              |
|         | Micra      | Nombre común obsoleto para el micrómetro (µm).                                                                 |
|         | Fermi      | Equivalente a 1 fm, utilizado antes de la definición de los prefijos del SI.                                   |
|         | Unidad X   | Utilizada para la medición de la longitud de onda de rayos X y rayos gamma. Equivale aproximadamente a 100 fm. |

## Sistema anglosajón de unidades
| 1 legua             | 3 millas    | 24 furlong   | 240 cadenas  | 960 rods      | 5280 yardas    | 15 840 pies     | 190 080 pulgadas | 1,9008x108 miles | 4,828032 km |
| 1 milla             | 8 furlongs  | 80 cadenas   | 320 rods     | 1 760 yardas  | 5 280 pies     | 63 360 pulgadas | 6,336x107 miles  | 1,609344 km      |             |
| 1 furlong (estadio) | 10 cadenas  | 40 rods      | 220 yardas   | 660 pies      | 7 920 pulgadas | 7,92x106 miles  | 201,168 m        |                  |             |
| 1 cadena            | 4 rods      | 22 yardas    | 66 pies      | 792 pulgadas  | 792 000 miles  | 20,1168 m       |                  |                  |             |
| 1 rod (vara)        | 5.5 yardas  | 16,5 pies    | 198 pulgadas | 198 000 miles | 5,0292 m       |                 |                  |                  |             |
| 1 yarda             | 3 pies      | 36 pulgadas  | 36 000 miles | 0,9144 m      |                |                 |                  |                  |             |
| 1 pie               | 12 pulgadas | 12 000 miles | 30,48 cm     |               |                |                 |                  |                  |             |
| 1 pulgada           | 1 000 miles | 2,54 cm      |              |               |                |                 |                  |                  |             |
| 1 mil               | 0,0254 mm   |              |              |               |                |                 |                  |                  |             |

## Sistema náutico
| 1 grado de latitud         | 20 leguas náuticas | 60 millas náuticas | 607,5 cables     | 60 750 fathoms | 121 500 yardas | 364 500 pies | 111,0996 km |
| 1 legua náutica            | 3 millas náuticas  | 30,375 cables      | 3 037,5 fathoms  | 6 075 yardas   | 18 225 pies    | 5 558 metros |             |
| 1 milla náutica            | 10 cables          | 1 012,6859 fathoms | 2 025,372 yardas | 6 076,115 pies | 1 852 metros   |              |             |
| 1 cable                    | 100 fathoms        | 200 yardas         | 600 pies         | 182,88 metros  |                |              |             |
| 1 fathom (brazas inglesas) | 2 yardas           | 6 pies             | 1,8288 metros    |                |                |              |             |
| 1 yarda                    | 3 pies             |                    |                  |                |                |              |             |

## Unidades astronómicas
| Símbolo | Nombre             | m                  |
| ------- | ------------------ | ------------------ |
| UA      | unidad astronómica | 1,495979·1011      |
| ly      | año luz            | 9,46052840488·1015 |
| pc      | pársec             | 3,08568·1016       |